# Саркозух
Саркозух (лат. Sarcosuchus) — викопний рід крокодилоподібних, що мешкали в ранній крейді, від пізнього готерівського до раннього альбського ярусу, 133—112 млн років тому на території сучасної Африки та Південної Америки. Він був далеким родичем сучасних крокодилів. Назва роду походить від грец. σάρξ (sarx), що значить «плоть», і σοῦχος (souchus) — «крокодил». Це один з найбільших псевдозухій, найбільший екземпляр типового виду Sarcosuchus imperator досягав приблизно 9—9,5 метрів завдовжки й важив до 3,45—4,3 тонни. Відомий за двома видами: S. imperator з ранньоальбської формації Ельрхаз з Нігеру та S. hartti з пізнього готеріву на північному сході Бразилії. Інший матеріал відомий з Марокко та Тунісу, а також, можливо, з Лівії та Малі.
Перші рештки були виявлені в ході кількох експедицій французького палеонтолога Альберта-Фелікса де Лаппарена, що тривали з 1946 по 1959 рік у Сахарі. Це були фрагменти черепа, хребці, зуби та луски. У 1964 році майже повний череп був знайдений у Нігері французьким КАЕ, але більша частина його анатомії стала відома науці лише у 1997 та 2000 роках, коли експедиція під керівництвом американського палеонтолога Пола Серено виявила шість нових зразків, у тому числі один, у якого збереглася приблизно половина скелета і більша частина хребта. 

## Опис

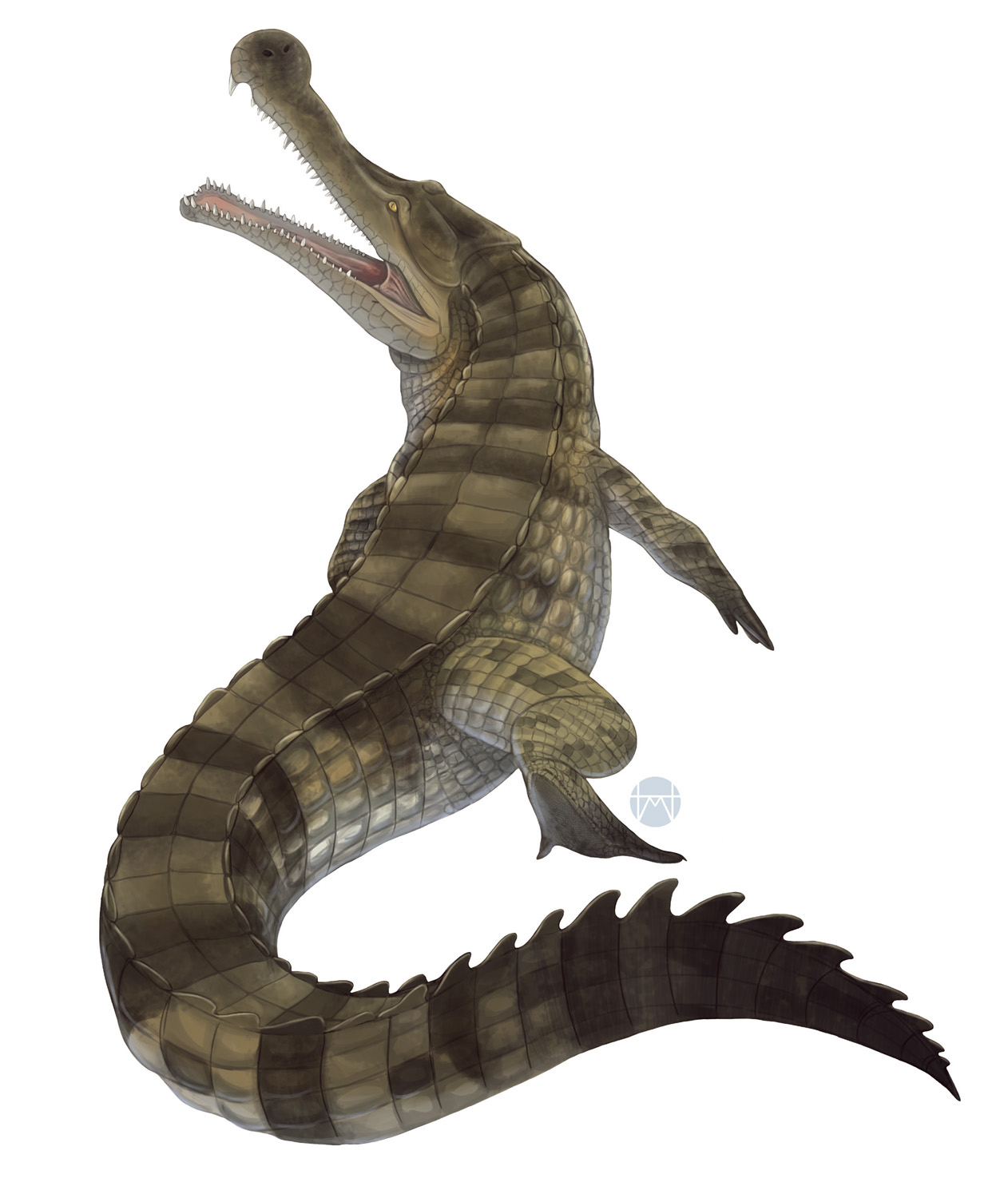
Художня реконструкція Sarcosuchus imperator

Довжина саркозуха досягала 11,65 м, висота — 1,5 м, маса — до 8 т. Як крокодили, він переміщався на чотирьох вигнутих ногах. Був досить рухливий в воді, але по суші пересувався відносно повільно. Тут він міг робити стрімкі ривки лише на короткі дистанції.
Довгий витягнутий череп тварини досягав довжини 1,6 м. Більшу його частину (75 %) складали самі щелепи, які були досить вузькими. За відносної ширини вони займають проміжну позицію між щелепами гавіала і класичного крокодила. Такі прекрасно підходять для лову та споживання риби.
Більш масивна верхня щелепа перекривала нижню. На передньому кінці морди знаходився широкий булавоподібний наріст з численними зубами знизу, які виконували функції утримання здобичі.
Шия була короткою. Верхня частина тулуба саркозуха була вкрита кістяними щитками.

## Ареал
Були розповсюджені на півночі Африки та на сході Південної Америки: останки були знайдені в Нігерії, Лівії та Бразилії.
Рештки S. imperator були знайдені в регіоні пустелі Тенере, у формації Ельрхаз групи Тегама, що датується пізнім аптом—раннім альбом ранньої крейди, приблизно 112 мільйонів років тому. Стратиграфія регіону та знайдена в ньому водна фауна вказує на те, що це було внутрішнє річкове середовище, повністю прісноводне за своєю природою з вологим тропічним кліматом.

## Спосіб життя

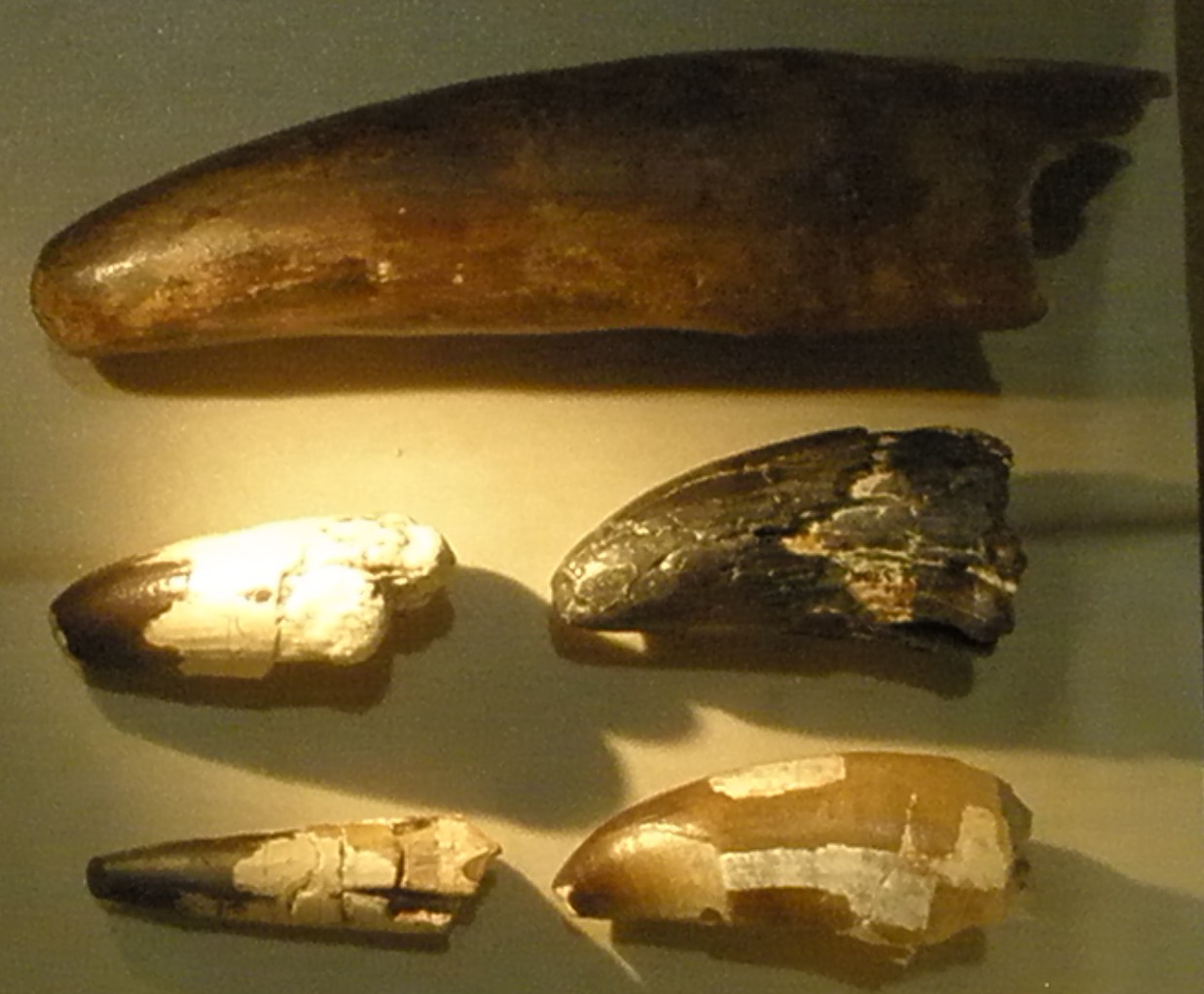
Зуби S. imperator

### Дієта
На основі ширшої морди дорослого S. imperator у порівнянні з сучасними гавіалами та іншими вузьконосими крокодилами, а також відсутності змикання зубів, коли щелепи зімкнуті, Серено та ін. припустили, що S. imperator мав генералізовану дієту, подібну до дієти нільського крокодила, яка включала велику наземну здобич, таку як численні місцеві динозаври.
Однак аналіз біомеханічної моделі черепа, проведений у 2014 році, показав, що, на відміну від Deinosuchus, Sarcosuchus, можливо, не міг виконувати маневр «смертельного обертання» (англ. death roll), який використовують сучасні крокодили для розчленування здобичі. Це свідчить про те, що якщо S. imperator і полював на велику здобич, то, ймовірно, він не розчленовував її так само, як сучасні крокодили.

## Класифікація
Sarcosuchus зазвичай класифікують як представників ряду Pholidosauridae, групи крокодилоподібних рептилій (Crocodyliformes), споріднених, але не належних до Crocodylia (ряду, що об'єднує сучасних крокодилів, алігаторів і гавіалів). У межах цього ряду від найбільш близький до північноамериканського роду Terminonaris. Більшість представників Pholidosauridae мали довгі, тонкі морди, і всі вони були водними, мешкаючи в декількох різних середовищах.

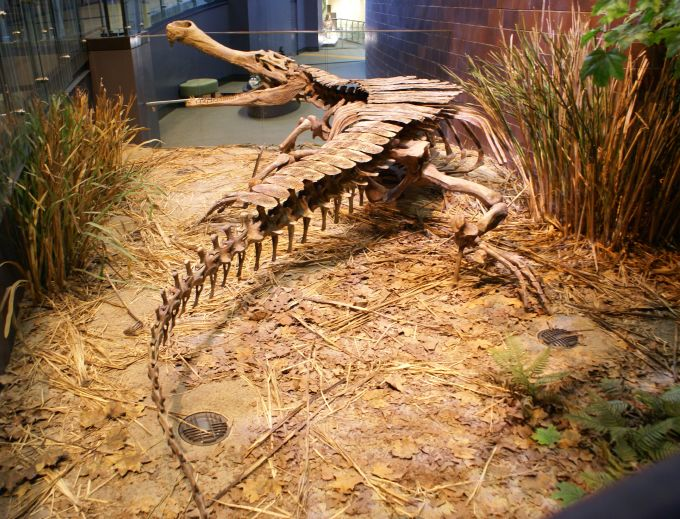
Реконструйований скелет S. imperator в

Деякі представники інтерпретуються як морські, здатні переносити солону воду, тоді як інші, такі як Sarcosuchus, були прісноводними крокодилоподібними. Найпримітивніші представники клади, однак, були знайдені в прибережних зонах, де змішувалися прісні та морські води. Sarcosuchus виділяється серед фолідозаврів тим, що вважається універсальним хижаком, на відміну від більшості інших представників клади, які були спеціалізованими рибоїдними. Дослідження 2019 року показало, що він займає більш похідне положення у Tethysuchia, будучи філогенетично ближчим до Dyrosauridae.
Спрощена кладограма за Fortier et al. (2011):
|  | Pholidosaurus                                                |
|  |                                                              |
|  | \| \| Terminonaris \| \| \| \| \| \| Sarcosuchus \| \| \| \| |
|  |                                                              |
|  | Terminonaris                                                 |
|  |                                                              |
|  | Sarcosuchus                                                  |
|  |                                                              |

|  | Terminonaris |
|  |              |
|  | Sarcosuchus  |
|  |              |

### Види
Загальновизнаними є 2 види — типовий Sarcosuchus imperator, який мешкав у Африці та Sarcosuchus hartti, який мешкав у Південній Америці.